# Automobiles Pax
Automobiles Pax war ein französischer Hersteller von Automobilen.

## Unternehmensgeschichte
Das Unternehmen aus Suresnes begann 1907 mit der Produktion von Automobilen. Der Markenname lautete Pax. Im Sommer 1908 waren 200 Fahrzeuge von Pax als Taxis in Paris im Einsatz. 1909 endete die Produktion.

## Modelle
Das Unternehmen stellte die Modelle 10/14 CV, 10/15 CV, 16/20 CV und 18/24 CV her. Jedes Fahrzeug war mit einem Vierzylindermotor ausgestattet, der vorne im Fahrzeug montiert war und über eine Kardanwelle die Hinterachse antrieb. Das Getriebe verfügte über drei Gänge. Es gab die Karosserieformen Torpedo, Limousine, Landaulet und Lieferwagen. Die Fahrzeuge wurden auch als Taxis eingesetzt.